# Friedrich Wilhelm Fricke
Friedrich Wilhelm Fricke, auch Frikke, (* 4. Dezember 1810 in Braunschweig; † 28. März 1891 in Wiesbaden) war ein deutscher Rektor und pädagogischer Schriftsteller, sowie Gründer einer Erziehungsanstalt in Göttingen.

## Leben und Werk
Fricke war der Sohn eines Mediziners, der bereits im Jahr 1816 starb. Da er ein kränkliches Kind war, konnte er die Schule nicht regelmäßig besuchen und wurde erst im Alter von achtzehn Jahren als Autodidakt erste grundlegende Kenntnisse erwerben. Als er 20 Jahre alt war, wurde er an einem Gymnasium in Braunschweig angenommen und es gelang ihm mit Fleiß dort einen Abschluss zu erreichen, der ihm ein Studium ermöglichte. Er studierte von 1833 bis 1837 Philosophie und Theologie an der Universität Göttingen, wo er die Vorlesungen von Heinrich Ewald und Jacob oder Wilhelm Grimm hörte sich dem Philosophen Johann Friedrich Herbart anschloss. Fricke legte 1837 seine Prüfung vor dem Konsistorium in Wolfenbüttel ab und kehrte nach Göttingen zurück, um seine philosophischen Studien fortzusetzen. Nach den pädagogischen Ideen Herbarts gründete Fricke 1837 eine Erziehungsanstalt.
Wegen seiner Teilnahme an der Göttinger und Heidelberger Burschenschaft wurde eine Untersuchung des Kriegsgerichts in Braunschweig gegen ihn durchgeführt, weshalb er im Schwarzen Buch der Frankfurter Bundeszentralbehörde (Eintrag Nr. 462) festgehalten ist. Er wurde 1842 nach Mönchengladbach berufen, um dort eine neue Realschule einzurichten, die er bis 1852 als erster Rektor leitete. Im Jahr 1847 hatte er geheiratete, doch erkrankte seine Ehefrau bald 1837 an einer Lungenkrankheit, die sie durch einen Aufenthalt im Süden lindern wollten. Daher gab er seine Stellung in Mönchengladbach auf und lebte für einige Zeit in Belgien und Frankreich, ehe er ließ sich 1854 in Wiesbaden niederließ. Dort übernahm er von 1859 bis 1866 als Rektor die Leitung der höheren Töchterschule und war an der Prüfung der Kandidaten des höheren Lehramtes oder für den Unterricht in der herzoglichen Familie beteiligt. Er setzte sich insbesondere für die Vereinfachung der Orthografie und eine Förderung des Schulturnens ein. Seine Ehefrau starb 1866, 1868 wurde er in den Ruhestand entlassen und 1870 zog er sich auf sein Landgut Maienbrunn bei Bamberg zurück. Dort konnte er sich seiner schriftstellerischen Tätigkeit widmen. 1875 verkaufte das Gut wieder und zog erneut nach Wiesbaden. Er widmete sich seiner neuen Lebensaufgabe eine neue Orthographie zu schaffen, da er ein Verfechter der rein phonetischen Rechtschreibung war. Dafür gründete Fricke 1876 den Verein für vereinfachte deutsche Rechtschreibung und dessen Zeitschrift Reform (Bremen 1877 bis 1879), sowie 1885 den Verein zur Verbreitung der Lateinschrift. Er verfasste zudem Beiträge für die Allgemeine Deutsche Lehrerzeitung.

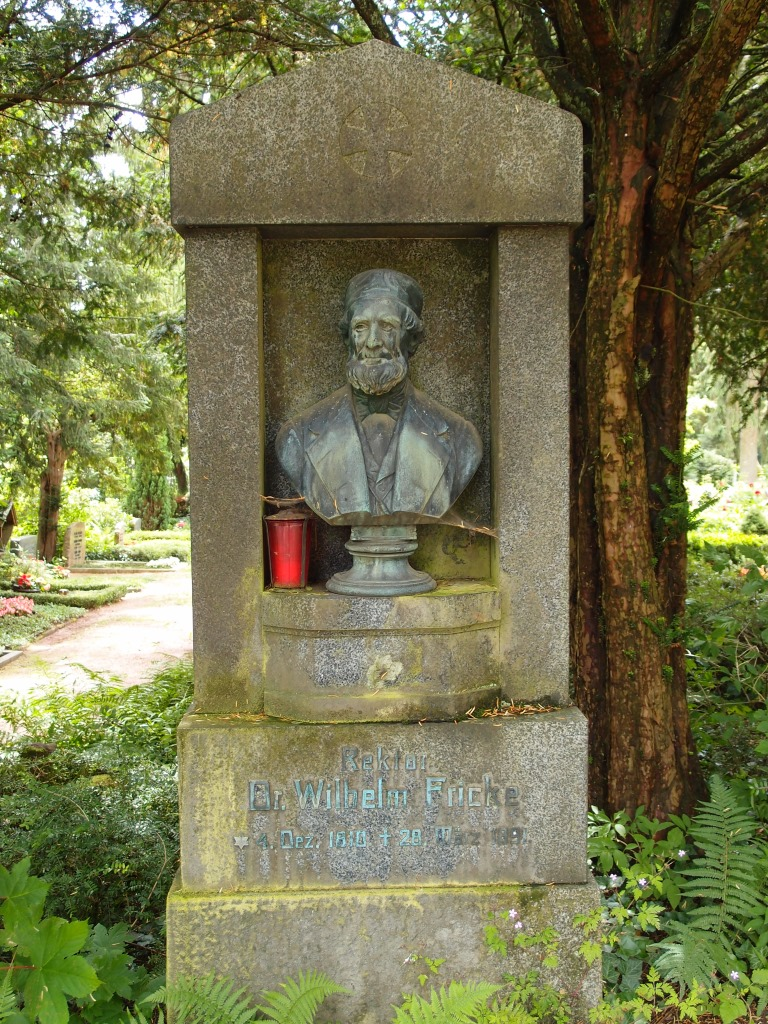
Grab von Wilhelm Fricke auf dem Nordfriedhof in Wiesbaden

## Schriften (Auswahl)
- Praktische Pädagogik für Hauslehrer oder die häusliche Erziehung und Lehrmethodik nebst Stundentafel. Weimar 1841.
- Deklamatorik. Kunze, Mainz 1862.
- Weltgeschichte in Gedichten. 1862.
- Sittenlehre. Gera 1872.
- Aufruf zur Beshaffung einer nazionalen Ortografi für das geeinigte Deutschland. Bremen 1876.
- Die Orthographie nach den im Bau der deutschen Sprache liegenden Gesetzen in wissenschaftlicher, paedagogischer und praktischer Beziehung. Küthmann, Bremen 1877.
- Die Reichsorthographie: zur Orientierung in dem Streite über Möglichkeit und Nützlichkeit einer einfachen Rechtschreibung. Schellenberg, Wiesbaden 1880.
- Lateinschrift oder deutsche Schrift? Schauberg, Köln um 1880.
- Erziehungs- und Unterrichtslehre. Mannheim 1881/1882 (Hauptwerk).
- Die Ueberbürdung der Schuljugend: ein Mahnwort an Eltern, Lehrer und Jugendfreunde der gesammten deutschen Nation. Hofmann, Berlin 1882.
- Prinzessin Ilse: Ilsensage und Ilsensprüche nebst einem Anhang historischer Idyllen und Balladen. Hohl, Stuttgart 1883.
- Erziehungs- und Unterrichtslehre. Bensheimer, Mannheim 1883.
- Überblick über die Neuorthographie. Leipzig 1884.
- Abriss der vereinfachten Volksorthographie. Leipzig 1885.